# Verapamil
Verapamil (Isoptin, Verelan, Verelan PM, Calan, Bosoptin, Covera-HS) L-tip je blokatora kalcijumskog kanala iz fenilalkilaminske klase. On je korišten za tretiranje hipertenzije, angine pektoris, srčane aritmije, i odnedavno klasterne glavobolje. On je takođe efektivan kao preventivni lek za migrenu. Verapamil je korišten kao vazodilatator tokom krioprezervacije krvnih sudova. On propada klasi IV antiaritmika. Verapamil je efektivniji od digoksina u kontrolisanu ventrikularne brzine i odobren je od strane FDA marta 1982.

## Spoljašnje veze
|  | Molimo Vas, obratite pažnju na važno upozorenje u vezi sa temama iz oblasti medicine (zdravlja). |